# 13424 Margalida
13424 Margalida (1999 VD24) là một tiểu hành tinh vành đai chính được phát hiện ngày 8 tháng 11 năm 1999 bởi R. Pacheco và A. Lopez ở Observatori Astronómic de Mallorca (Majorca Observatory).